# Оклахома-Сити Баронс
«Оклахома-Сити Баронс» — профессиональный хоккейный клуб из города Оклахома-Сити, выступавший в Американской хоккейной лиге в 2010—2015 годах. Команда являлась фарм-клубом команды НХЛ «Эдмонтон Ойлерс». «Баронс» выступали на арене «Кокс Конвеншн-центр».

## История
Ранее город Оклахома-Сити в «малых» профессиональных хоккейных лигах представляли: «Оклахома-Сити Блэйзерс» (ЦПХЛ / ЦХЛ, 1965—1977, кроме сезона 1972/73), «Оклахома-Сити Старз» (ЦХЛ, 1978—1982), «Оклахома-Сити Блэйзерс» («новая» ЦХЛ, 1992—2009). «Блэйзерс» выиграли четыре титула (по два — в ЦПХЛ и в «новой» ЦХЛ). 
 Название «Баронс» было придумано в результате опроса болельщиков. Имя, эмблема и цвета команды были выбраны ещё за 2 недели до официальной презентации нового клуба 19 мая 2010.
9 февраля 2010 АХЛ одобрила создание в Оклахома-Сити фарм-клуба «Ойлерз» (по «спящей» франшизе АХЛ, принадлежавшей «Ойлерз»). Историю франшизы АХЛ — фарм-клуба «Эдмонтона» можно возвести к 1984 году, изначально она базировалась в Новой Шотландии (Галифакс, затем Сидней), с 1996 года это были «Гамильтон Бульдогс», но в 2002 году они стали фармом «Монреаля». Проведя по одному сезону в Торонто и в самом Эдмонтоне (где «заменила» «Ойлерз» в локаутный сезон), франшиза на пять лет стала «спящей». В 2007—2010 гг. фармом «Ойлерз» был «Спрингфилд», однако он не принадлежал самим «Ойлерз».
Главным тренером «Оклахома-Сити Баронс» стал Тодд Нельсон. Он занимал должность с июля 2010 года по декабрь 2014 года. Затем Нельсон возглавил «Ойлерз», а главным тренером «Баронс» стал Джерри Флеминг, ранее ассистент Нельсона.
Официальным талисманом клуба являлась пума по имени Деррик.
«Баронс» выходили в плей-офф АХЛ во всех пяти проведённых сезонах, дважды (2012, 2013) играли в полуфинале плей-офф (финале конференции), в 2012 году также выиграли свой дивизион в регулярном первенстве. Несмотря на хорошие спортивные результаты команды, посещаемость игр была низкой по меркам АХЛ.
В 2015 году «Баронс» прекратили существование, франшиза перешла в Бейкерсфилд (Калифорния), где стала выступать под названием «Бейкерсфилд Кондорс» (заменив в этом городе одноимённую команду ECHL).

## Игроки
Список игроков клуба, о которых есть статьи в русской Википедии, см. здесь